# Powertrio

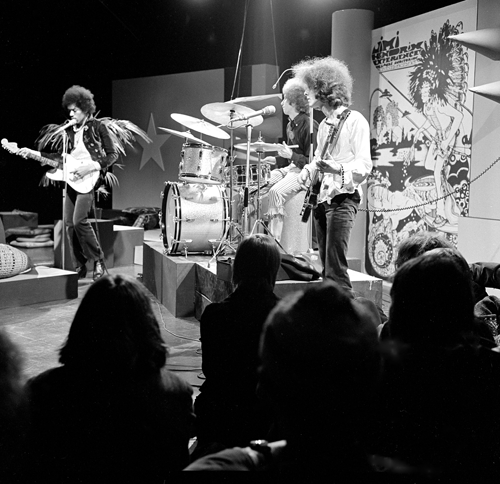
The Jimi Hendrix Experience (1967)

Een powertrio is een rockband bestaande uit maar drie muzikanten, te weten een drummer, een gitarist en een bassist. Een van de leden, of soms meerdere leden, zingt en bespeelt tegelijk zijn of haar instrument. Het fenomeen powertrio ontstond in de jaren 60, met als bekendste voorbeelden The Jimi Hendrix Experience en Cream.

## Bekende powertrio's
- Blink-182
- Blue Cheer
- Bruce, Baker and Moore
- Cream
- Danko Jones
- Emerson, Lake & Palmer
- Grand Funk Railroad
- Green Day
- The Jam
- The James Gang
- The Jimi Hendrix Experience
- Khruangbin
- Motörhead
- Muse
- Nirvana
- Placebo
- The Police
- The Presidents of the United States of America
- Primus
- Rush
- Soft Machine
- Spirit
- Taste
- Triggerfinger
- Triumph
- The Warning
- West, Bruce and Laing
- ZZ Top